# París-Niza 2002
La París-Niza 2002 fue la edición número 60 de la carrera, que estuvo compuesta de ocho etapas del 10 al 17 de marzo de 2002. Los ciclistas completaron un recorrido de 1202 km con salida en Issy-les-Moulineaux y llegada a Niza, en Francia. La carrera fue vencida por el kazajo Aleksandr Vinokúrov, que fue acompañado en el podio por los franceses Sandy Casar (La Française des jeux) y Laurent Jalabert (Team CSC).

## Etapas
| Etapa | Fecha       | Recorrido                    | km    | Ganador             | Líder               |
| ----- | ----------- | ---------------------------- | ----- | ------------------- | ------------------- |
| Pròl. | 10 de marzo | Issy-les-Moulineaux (CRI)    | 5,2   | László Bodrogi      | László Bodrogi      |
| 1.ª   | 11 de marzo | Blois - Saint-Amand-Montrond | 176,0 | Alessandro Petacchi | Alessandro Petacchi |
| 2.ª   | 12 de marzo | Moulins - Belleville         | 170,0 | Robbie McEwen       | Alessandro Petacchi |
| 3.ª   | 13 de marzo | Sant-Etiève - Sant-Etiève    | 156,0 | Laurent Jalabert    | Didier Rous         |
| 4.ª   | 14 de marzo | Pertuis - Toulon-Mont Faron  | 175,0 | Aleksandr Vinokúrov | Aleksandr Vinokúrov |
| 5.ª   | 15 de marzo | Toulon - Cannes              | 188,5 | Alessandro Petacchi | Aleksandr Vinokúrov |
| 6.ª   | 16 de marzo | Sant Rafèu - Col d'Èze       | 175,0 | Dario Frigo         | Aleksandr Vinokúrov |
| 7.ª   | 17 de marzo | Niza - Niza                  | 157,0 | Robbie McEwen       | Aleksandr Vinokúrov |

## Clasificaciones finales

### Clasificación general
| Pos. | Ciclista            | Equipo                | Tiempo       |
| ---- | ------------------- | --------------------- | ------------ |
|      | Aleksandr Vinokúrov | Team Telekom          | 30 h 39' 27" |
| 2    | Sandy Casar         | La Française des jeux | + 55"        |
| 3    | Laurent Jalabert    | Team CSC              | + 57"        |
| 4    | Andrei Kivilev      | Cofidis               | + 59"        |
| 5    | Aitor Garmendia     | Team Coast            | + 1' 23"     |
| 6    | Jens Voigt          | Crédit Agricole       | + 1' 38"     |
| 7    | Didier Rous         | Bonjour               | + 1' 40"     |
| 8    | Dario Frigo         | Tacconi Sport         | + 1' 44"     |
| 9    | Mario Aerts         | Lotto                 | + 1' 44"     |
| 10   | Cadel Evans         | Mapei                 | + 2' 17"     |

### Clasificación de la montaña
| Posición | Ciclista            | Equipo           | Puntos |
| -------- | ------------------- | ---------------- | ------ |
|          | Vladimir Miholjevic | Alessio          | 62     |
| 2        | Kim Kirchen         | Fassa Bortolo    | 60     |
| 3        | Axel Merckx         | Domo-Farm Frites | 40     |

### Clasificación de los puntos
| Posición | Ciclista            | Equipo        | Puntos |
| -------- | ------------------- | ------------- | ------ |
|          | Alessandro Petacchi | Fassa Bortolo | 93     |
| 2        | Laurent Jalabert    | Team CSC      | 83     |
| 3        | Robbie McEwen       | Lotto-Adecco  | 76     |

### Clasificación de los jóvenes
| Posición | Ciclista       | Equipo                | Tiempo    |
| -------- | -------------- | --------------------- | --------- |
|          | Sandy Casar    | La Francaise Des Jeux | 30h40'22" |
| 2        | Cadel Evans    | Mapei-Quick Step      | a 1'22"   |
| 3        | Samuel Sánchez | Euskaltel-Euskadi     | a 1'47"   |

### Clasificación por equipos
| Pos. | Equipo           | Tiempo    |
| ---- | ---------------- | --------- |
| 1    | Cofidis          | 92h06'44" |
| 2    | Team Coast       | a 33"     |
| 3    | Domo-Farm Frites | a 6'22"   |